# Elmer Lovejoy

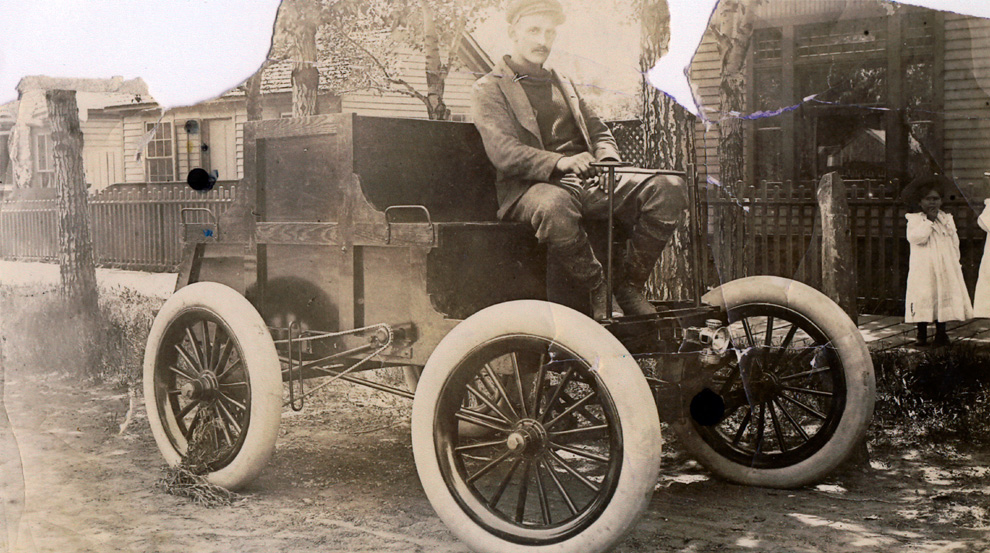
Elmer Lovejoy mit seinem selbstgebauten Automobil (ca. 1898). Deutlich zu sehen sind die Antriebskette zum Hinterrad, der Lenkhebel, die von ihm erfundenen Luftreifen und Haltegriffe für die rücklings sitzenden Passagiere.

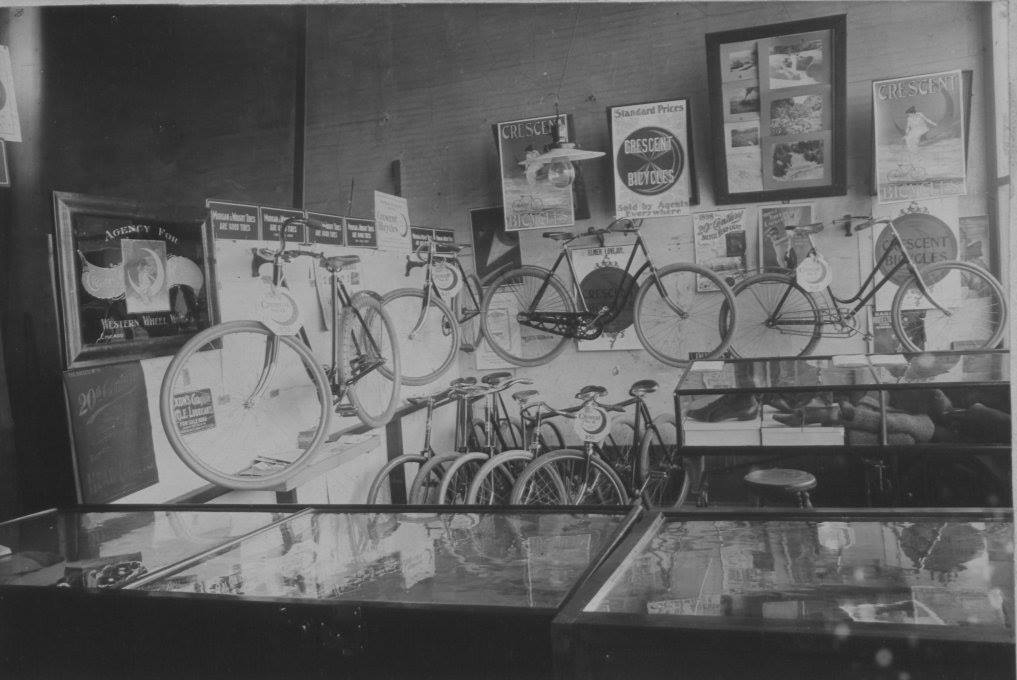
Der Laden von Lovejoy in Laramie mit Crescent-Fahrrädern.

Elmer Floyd Lovejoy (* 1872 in Illinois; † Januar 1960 in Santa Ana) war ein US-amerikanischer Automobilpionier. und der einzige, der bereits im 19. Jahrhundert ein Motorfahrzeug in Wyoming baute.
Der Vater, George W. Lovejoy, war von Beruf Fuhrmann und Säumer. Elmer Lovejoy kam 1883, also mit zwölf Jahren, aus gesundheitlichen Gründen nach Laramie, Wyoming. Ob die ganze Familie umzog ist unklar. Er lernte im Baugeschäft Cook and Callahan das Schreinerhandwerk. Die Lehre schloss er mit 17 Jahren ab und war danach für kurze Zeit im lokalen Postbüro angestellt. Danach eröffnete er in Laramie eine Reparaturwerkstätte für mechanische Geräte und Maschinen. Der Werbespruch des Betriebs lautete: „We repair things and any old Thing“ – „Wir reparieren Sachen und jedes alte Ding“. Das Unternehmen wurde später in Lovejoy Novelty Works umbenannt. Unter „Novelties“ („Neuheiten“) wurden kleinere Artikel für Innen- und Aussendekoration aber auch Modeschmuck, Spielzeugartikel, praktische Alltagshilfen und andere kleinere Gegenstände zusammengefasst, die das Leben verschönern oder erleichtern sollten. Offenbar gehörten auch Fahrräder dazu, denn auch solche verkaufte der Laden.
Lovejoy war auch Amateurfotograf und im Laramie Bicycle Club aktiv, für den er auch die Regeln formulierte. 1895 heiratete er Nellie Oakley; das Paar bekam einen Sohn, Orell. 1893 baute er ein Tandemfahrrad, das er gemeinsam mit seiner Frau nutzte.
1895 begann Lovejoy, ein Auto zu konstruieren, welches das erste Automobil in Wyoming sein sollte. Er verwendete einen Einzylinder-Bootsmotor; die Herkunft des als Zweitakter beschriebenen Motors ist unbekannt. Das Fahrzeug selber war ein umgebautes Fuhrwerk mit einer rückwärts gerichteten Rückbank. Diese Bauform wird Dos-à-dos oder Trap genannt. Lovejoy experimentierte etwa zwei Jahre mit diesem Fahrzeug. 1896 erhielt es Räder mit von ihm entwickelten Ballonreifen; dies ist eine der ältesten bekannten Anwendungen von solchen Reifen. Am 17. Dezember 1897 berichtete der Laramie Boomerang, dass er auf die Lieferung von Rädern warte. Er habe sich zunächst für Vollgummireifen entschieden, da sich Luftreifen als unpraktisch erweisen könnten. Zur verwendeten Lenkung gibt es unterschiedliche Angaben. Klar ist, dass er einen damals üblichen Steuerhebel verwendete, der zunächst auf die Drehschemellenkung des Fuhrwerks einwirkte. Nach einer Quelle ersetzte er sie durch eine Vorrichtung mit einem von ihm erfundenen Achsschenkelgelenk. In den folgenden drei Monaten berichteten die Zeitungen immer wieder über Lovejoys Fortschritte. Im Februar 1898 hieß es, Lovejoy beschäftige sich rund um die Uhr mit seinem „pferdelosen Wagen“, zwei Wochen später, dass er von der W. H. Holliday Company den Auftrag zum Bau eines Lieferwagens erhalte habe.
Am Samstag, 7. Mai 1898, machte Elmer Lovejoy eine erste Testfahrt mit seinem Wagen, allerdings dieses Mal mit eisernen Reifen. Er machte aber die Erfahrung, dass Luftreifen unbedingt notwendig waren. Der Wagen hatte eine Masse von 940 lb (426 kg) und blieb mit den eisernen Reifen in weichem Gelände stecken. Lovejoy erreichte einmal fünf Kilometer pro Stunde und einmal zehn, beim Fahren über harten Untergrund erreichte das Gefährt zwölf Kilometer pro Stunde. Wenig später war Lovejoys Wagen ein alltäglicher Anblick in den Straßen von Laramie, doch er wurde allgemein immer noch als „Spielzeug“ betrachtet. Das Auto hielt zwei Jahre lang.
1902 baute und fuhr Lovejoy das erste dampfbetriebene Automobil in Laramie, zu dem allerdings keine automobilhistorischen Quellen vorliegen. Demnach erfand er erst 1905 den erwähnten Lenkmechanismus. Er soll ähnlich heute noch in Autos genutzt werden, was auf eine Achsschenkellenkung hinweist. Da er die Patentgebühren in Höhe von 350 Dollar nicht aufbringen konnte, verkaufte er diese Erfindung für 800 Dollar und einen neuen Dampfwagen an die Locomobile Company. Er hatte das Geld von seinem Vater leihen wollen, der das ablehnte mit der Begründung: „Go to work. There will never be such a thing as a horseless carriage.“ 1917 erfand er einen automatischen Mechanismus für Garagentore, den er einige Jahre lang vertrieb.
1905 wurde Lovejoy Händler für luftgekühlte Franklin-Automobile. Er verfasste auch einen Reiseführer für Autofahrer und blieb lange Jahre im Autohandel tätig. In den 1930er Jahren wurde aus seinen  Lovejoy Novelty Works eine Autoreparaturwerkstatt. 1936 übergab er sein Geschäft an seinen Sohn. 1953 zog er von Laramie an die Westküste. Er starb im Januar 1960 im kalifornischen Santa Ana.
Der Nachlass von Lovejoy mit Dokumenten und Fotos befindet sich im University of Wyoming. American Heritage Center.